# Anar Isgandarov
Anar Isgandarov est un homme politique azerbaïdjanais, membre de VIe législature de l'Assemblée nationale d'Azerbaïdjan.

## Biographie
Anar Isgandarov est né le 10 janvier 1956 dans le village de Kolatan de la région de Masalli. Il est diplômé de la faculté d'histoire de l'Université d'État de Bakou. Il est l'auteur de 20 monographies, 8 manuels et plus de 260 articles scientifiques. Il parle russe.

### Carrière
Entre 1978 et 1982, il a travaillé comme enseignant et directeur adjoint dans des écoles secondaires de la région de Masalli. Depuis 1999, A. Isgandarov est directeur du département d'études des sources, d'historiographie et de méthodologie de l'Université d'État de Bakou.
Il est membre de la Commission des associations publiques et des institutions religieuses et de la Commission des sciences et de l'éducation de l'Assemblée nationale. Il est à la tête du groupe de travail sur les relations interparlementaires Azerbaïdjan-Jordanie, membre des groupes de travail sur les relations avec les parlements de la République tchèque, de la Géorgie, de l'Irak, de l'Ouzbékistan, de l'Arabie saoudite et de la Turquie.

## Prix
- Ordre pour le service à la Patrie[3]
- Diplôme honorifique du président[4]
- Médaille du jubilé du 100e anniversaire de la République Démocratique d'Azerbaïdjan (1918-2018)[5]
- Médaille du jubilé du 100e anniversaire de l'Université d'État de Bakou (1919–2019)[6]
- Médaille de Taraggui